# Velux

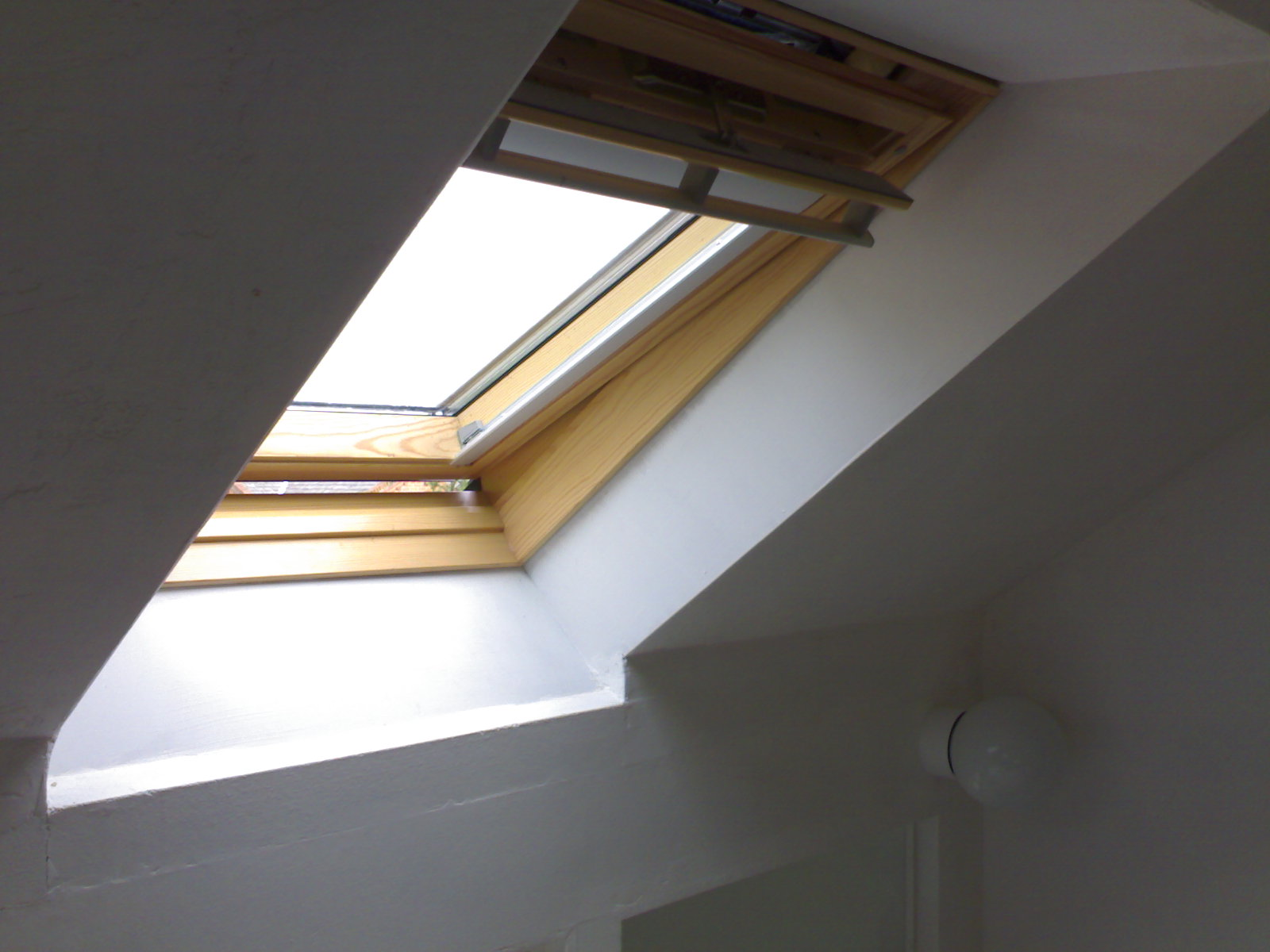
Velux-dakraam

VELUX is een Deense onderneming die dakramen en aanverwante producten produceert. Het hoofdkantoor is gevestigd in Hørsholm, Denemarken.

## Geschiedenis
Het bedrijf werd in 1941 opgericht door de Deense ondernemer en uitvinder Villum Kann Rasmussen. Het eerste dakraam werd in 1942 gepatenteerd en het merk Velux werd toen gedeponeerd. De merknaam Velux is een samenstelling van ve voor (ventilatie) en het Latijnse woord lux (licht). 
In 1952 begon de verkoop buiten Denemarken, in Duitsland. Sinds 1957 is het bedrijf actief in Nederland en België. In 1975 begon de verkoop buiten Europa, in de VS. In 1988 werd de verkoopmaatschappij VELUX Nederland B.V. opgericht. Deze is gevestigd in De Meern.

## Organisatie
De VELUX Groep had in 2024 fabrieken in 12 landen en was in 37 landen actief met verkoopmaatschappijen. Er werkten ongeveer 11,900 mensen.
De VELUX Groep is eigendom van VKR Holding A/S, een naamloze vennootschap die in handen is van de Villum Foundation en leden van de familie Kann Rasmussen.  
In 2023 had de VELUX Groep een totale omzet van EUR 2,91 miljard en VKR Holding een totale omzet van EUR 3,97 miljard. In datzelfde jaar doneerden de Villum Foundation en de VELUX FOUNDATION in totaal 184,6 miljoen euro aan liefdadigheidssubsidies. 

## Producten
Het productprogramma bestaat uit dakramen, daglichtsystemen, dakkapellen, lichtkoepels en modulaire lichtstraten. Daarnaast levert het bedrijf raamdecoratie, zonwering, rolluiken, installatieproducten en elektrische bedieningssystemen.